# Ле Треце (Венеција)
Ле Треце (итал. Le Trezze) је насеље у Италији у округу Венеција, региону Венето.
Према процени из 2011. у насељу је живело 48 становника. Насеље се налази на надморској висини од 2 м.